# Eduard Čech
Eduard Čech (pronunciado en checo: ˈɛduart ˈtʃɛx) (29 de junio de 1893, Stračov, Bohemia (antiguo Imperio austrohúngaro, actual República Checa– 15 de marzo de 1960, Praga (antigua Checoslovaquia, actual República Checa) fue un matemático checo. Sus intereses en investigación incluyen la geometría diferencial proyectiva y la topología. Es especialmente conocido por la técnica conocida como compactación de Stone-Čech (en topología) y la noción de cohomología de Čech . Fue el primero en publicar una prueba del teorema de Tíjonov en 1937.

## Biografía
Nació en Stračov, luego en Bohemia, Austria-Hungría, ahora en la República Checa. Su padre era Čenek Čech, policía, y su madre Anna Kleplova.
Después de asistir al gimnasio en Hradec Králové, Čech fue admitido en la Facultad de Filosofía de la Universidad Carolina de Praga en 1912. En 1915 fue reclutado por el ejército austrohúngaro y participó en la Primera Guerra Mundial, después de lo cual completó su licenciatura en 1918. Recibió su doctorado en 1920 en la Universidad Carolina; su tesis, titulada Sobre curvas y elementos planos de tercer orden, fue escrita bajo la dirección de Karel Petr. Entre 1921 y 1922 colaboró con Guido Fubini en Turín (Italia). Fallece en Praga. Enseñó en la Universidad Masaryk en Brno y en la Universidad Carolina. Ivo Babuška, Vlastimil Dlab , Zdeněk Frolík , Věra Trnková y Petr Vopěnka han sido estudiantes de doctorado de Čech.
Asistió a la Primera Conferencia Topológica Internacional celebrada en Moscú del 4 al 10 de septiembre de 1935. Allí hizo dos presentaciones: "Accesibilidad y homología" y " Grupos Betti con diferentes grupos de coeficientes".
Murió en Praga en 1960.

## Publicaciones
• Čech, E. (1935), "Les groupes de Betti d'un complexe infini" , Fundamenta Mathematicae , 25 (1): 33–44, doi : 10.4064/fm-25-1-33-44
• Čech, E. (1936), "Multiplicaciones en un complejo", Annals of Mathematics , 37 (3): 681–697, doi : 10.2307/1968483 , hdl : 10338.dmlcz/501047 , JSTOR  1968483
• Čech, E. (1937), "Sobre espacios bicompactos", Annals of Mathematics , 38 (4): 823–844, doi : 10.2307/1968839 , hdl : 10338.dmlcz/100459 , JSTOR  1968839